# Пам'ятки монументального мистецтва Зіньківського району
У Зіньківському районі Полтавської області нараховується 4 пам'ятки монументального мистецтва.
| # | назва                                                                | адреса                         |
| - | -------------------------------------------------------------------- | ------------------------------ |
| 1 | Пам'ятник-бюст розвіднику Саші Саранчі                               | м. Зіньків, подвір'я школи № 1 |
| 2 | Пам'ятник-бюст двічі Герою Радянського Союзу маршалу Ф. І. Топбухіну | с. Соколівщина, біля клубу     |
| 3 | Пам'ятник-бюст Т. Г. Шевченку                                        | с. Довжик                      |